# Peter Meiwald

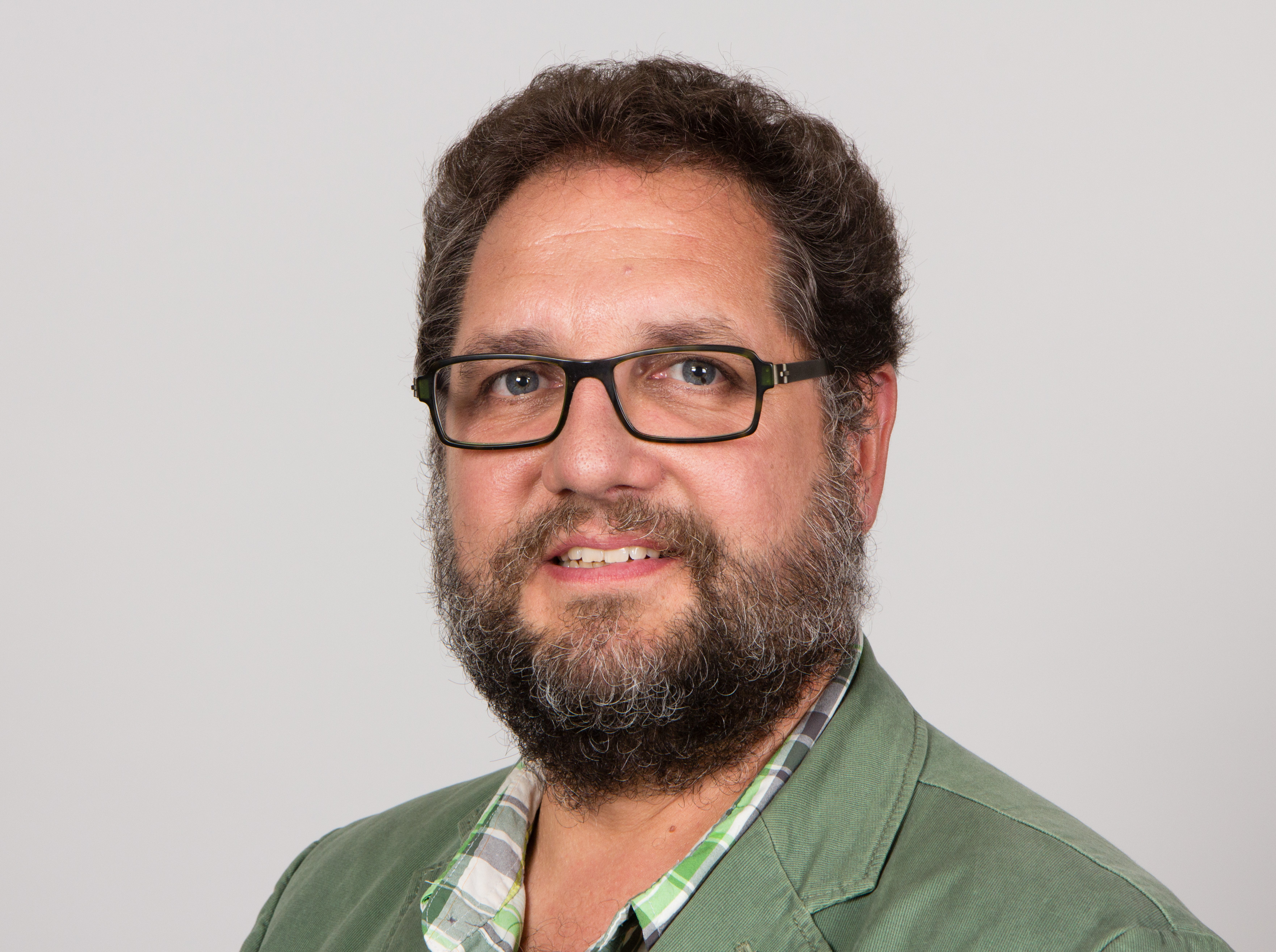
Peter Meiwald (2014)

Peter Meiwald (* 31. März 1966 in Oldenburg (Oldenburg)) ist ein deutscher Politiker (Bündnis 90/Die Grünen). Er war von 2013 bis 2017 Mitglied des Deutschen Bundestages.

## Leben
Meiwald besuchte das Kolleg St. Thomas der Dominikaner in Vechta und studierte nach dem Zivildienst Sozialpädagogik an der Katholischen Fachhochschule Nordrhein-Westfalen, Abteilung Münster. Das Anerkennungsjahr leistete er 1991/92 in einem Straßenkinderzentrum in Butare, im Süden Ruandas, ab. Ab 1993 arbeitete er in der Flüchtlingssozialarbeit, ab 1994 in der Jugendhilfe. Zwischen 2001 und der Wahl in den Deutschen Bundestag 2013 arbeitete er freiberuflich. Er ist Abteilungsleiter Afrika/Naher Osten beim Bischöflichen Hilfswerk Misereor.

## Politischer Werdegang
Seit seiner Jugend war Meiwald in der DPSG engagiert und war unter anderem von 1993 bis 1996 ehrenamtlicher Bundesreferent für Entwicklungsfragen. 1998 trat er in die Partei Bündnis 90/Die Grünen ein. Von 1999 bis 2001 war er Ortsverbandssprecher, von 2001 bis 2012 Kreisvorstand im Kreisverband Ammerland. Von 2009 bis 2013 war er im niedersächsischen Parteirat der Grünen.
Von 2003 bis 2013 war er Ratsherr in der Stadt Westerstede. Von 2011 bis 2019 war er Kreistagsabgeordneter im Landkreis Ammerland.

## Abgeordneter
Über die Landesliste Niedersachsen wurde er bei der Bundestagswahl 2013 in den Deutschen Bundestag gewählt. In seinem Bundestagswahlkreis Oldenburg – Ammerland belegte er mit 18.552 Erststimmen (11,5 %) den dritten Platz.
Im 18. Bundestag war er ordentliches Mitglied des Ausschusses für Umwelt, Naturschutz, Bau und Reaktorsicherheit und der Obmann seiner Fraktion sowie im Petitionsausschuss des Deutschen Bundestages. Des Weiteren war er stellvertretendes Mitglied im Ausschuss für wirtschaftliche Zusammenarbeit und Entwicklung und Parlamentarischer Beirat für nachhaltige Entwicklung.